# Трайкович, Иван
Иван Конрад Трайкович (словен. Ivan Konrad Trajkovič, род. 1 сентября 1991) — словенский тхэквондист, участник Олимпийских игр 2012 года в составе команды Словении, бронзовый призёр чемпионата мира 2013 года, серебряный призёр чемпионата Европы 2012 года.

## Карьера
На Олимпиаде в 2012 году принял участие в соревнованиях в весовой категории свыше 80 кг. Однако в первом же круге уступил южнокорейцу Чха Дон Мину (4—9).
Призёр чемпионата мира 2013 года.